# 보르고 (로마)

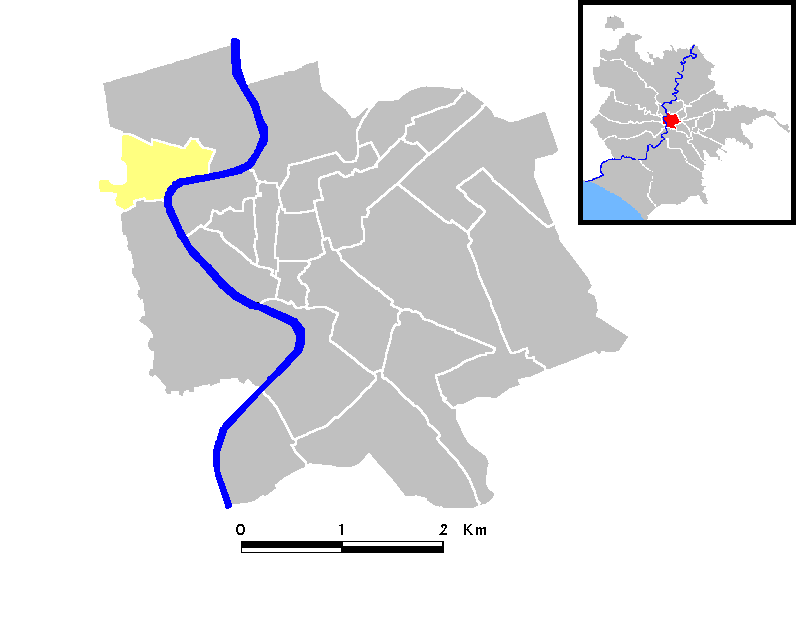
보르고의 위치

보르고(이탈리아어: Borgo)는 이탈리아 로마의 리오네다. R. XIV라고 표기되며, 로마 1구에 속한다.